# Iris Mittenaere
Iris Mittenaere (phát âm tiếng Pháp: [i.ʁis mit.naʁ]) (sinh ngày 25 tháng 1 năm 1993) là một người mẫu Pháp, Hoa hậu Pháp 2016 và là Hoa hậu Hoàn vũ 2016. Cô là Hoa hậu Hoàn vũ 2016 tại cuộc thi được tổ chức tại Manila, Philippines. Cô là Hoa hậu Pháp thứ hai lên ngôi Hoa hậu Hoàn vũ sau Christiane Martel, Hoa hậu Hoàn vũ 1953.

## Đời sống và sự nghiệp cá nhân

### Thuở thơ ấu
Iris Mittenaere sinh ngày 25/01/1993 ở thị trấn Lille, miền Bắc nước Pháp. Cha cô Yves Mittenaere là một giáo viên lịch sử, địa lý và mẹ cô Lauraence Druart cũng là một giáo viên. Cô có một chị gái và một anh trai. Khi cô được 3 tuổi, cha mẹ cô ly hôn. Sau khi ly hôn, Iris về sống chung cùng với mẹ của cô ở một xã nhỏ Steenvoorde tại miền Bắc nước Pháp. Năm 2011, cô quay trở lại Lille và theo học ngành nha khoa ở trường Đại học Y khoa và Luật Lille 2, học về nha khoa. Cô mong muốn được trở thành nha sĩ sau khi tốt nghiệp. Cô hiện đang là sinh viên năm hai khoa nha sĩ
.

### Cuộc thi sắc đẹp

#### Hoa hậu Pháp 2016
Iris đại diện cho Nord-Pas-de-Calais tại cuộc thi Hoa hậu Pháp 2016. Ngày 19 tháng 12 năm 2015, cô đăng quang Hoa hậu Pháp và được trao vương miện bởi Hoa hậu Pháp 2015 Camille Cerf ở Lille.
Trong thời gian đương nhiệm Hoa hậu Pháp 2016, Iris Mittenaere đã đi đến Ấn Độ, Trung Quốc, Ý, Maroc, Các Tiểu vương quốc Ả Rập Thống nhất, Bờ Biển Ngà.

#### Hoa hậu Hoàn vũ 2016
Cô tham gia tranh tài cùng với 85 thí sinh khác tại và giành được vương miện Hoa hậu Hoàn vũ 2016 tổ chức ở Manila, Philippines. Cô là người phụ nữ Pháp thứ ba lọt vào Top 5 sau Flora Coquerel vào năm 2015 và Christiane Martel năm 1953. Khi cô chiến thắng cuộc thi Hoa hậu Hoàn vũ 2016, cô trở thành người phụ nữ Châu Âu đầu tiền giành được ngôi vị Hoa hậu Hoàn vũ kể từ lần cuối là năm 2002 Oxana Fedorova của Nga (tuy nhiên sau đó Hoa hậu Hoàn vũ 2002 bị tước vương miện) và cũng là hoa hậu đến từ châu Âu đầu tiên hoàn thành nhiệm kì một năm của mình kể từ khi Mona Grudt của Na Uy giành được Hoa hậu Hoàn vũ 1990. Cô cũng là người phụ nữ Pháp thứ hai giành được danh hiệu Hoa hậu Hoàn vũ, trước đó là Christine Martel đã giành được ngôi vị Hoa hậu Hoàn vũ 1953 và làm cho khoảng cách giữa hai lần chiến thắng là 63 năm dài nhất trong lịch sử cuộc thi Hoa hậu Hoàn vũ.
Trong thời gian đương nhiệm Hoa hậu Hoàn vũ 2016, Iris Mittenaere đã đi đến Philippines, Indonesia, Haiti, Quần đảo Cayman, Ecuador, México (2 lần), Peru, Ấn Độ, Ai Cập và nhiều chuyến đi khắp nước Mỹ và Pháp.

## Cuộc sống thường ngày
Vào tháng 06 năm 2016, Mittenaere có một mối quan hệ với sinh viên nha khoa Matthieu Declercq.